# Amenthes (cuadrángulo)

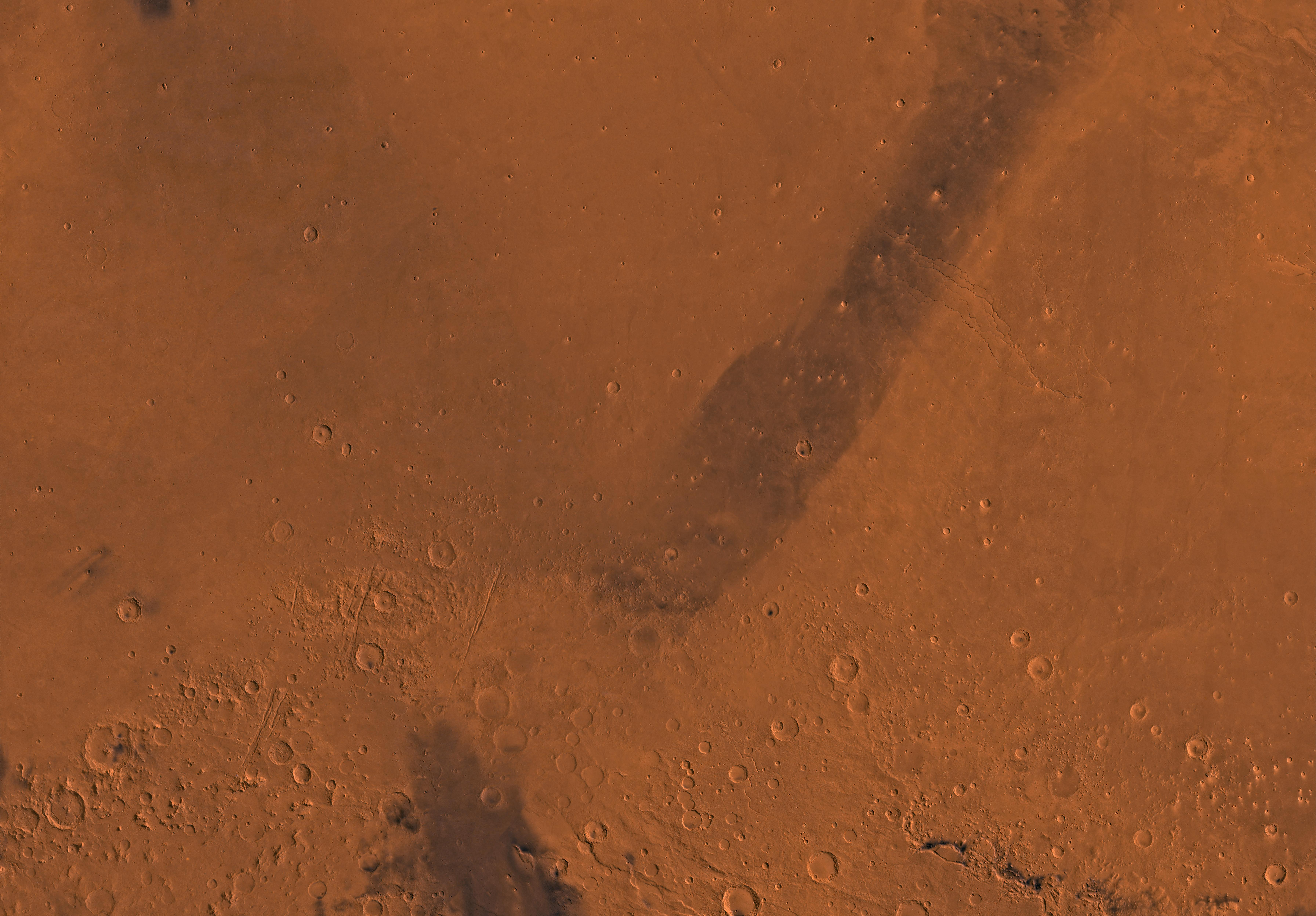
Imagen del Cuadrángulo de Amenthes (MC-14). La parte sur incluye tierras altas llenas de cráteres; la parte norte contiene Elysium Planitia; y, la mitad oriental incluye la cuenca de Isidis.

El cuadrángulo de Amenthes es uno de una serie de 30 mapas cuadrangulares de Marte utilizados por el Programa de Investigación de Astrogeología del Servicio Geológico de los Estados Unidos (USGS). Al cuadrilátero también se le conoce como MC-14 (Mars Chart-14). El cuadrilátero cubre el área de 225° a 270° de longitud oeste y de 0° a 30° de latitud norte en Marte. El cuadrángulo de Amenthes contiene partes de Utopia Planitia, Isidis Planitia, Terra Cimmeria y Tyrrhena Terra.
El nombre Amenthes traducido al español como Amenti es la palabra egipcia para el lugar donde van las almas de los muertos.

## Descripción
Este cuadrilátero contiene la cuenca de Isidis, un lugar donde MRO encontró carbonato de magnesio. Este mineral indica que el agua estaba presente y que no era ácida. En este cuadrilátero hay vetas de pendientes oscuras, canales (fossae) y valles fluviales (Vallis).
El módulo de aterrizaje Beagle 2 estaba a punto de aterrizar en el cuadrilátero, particularmente en la parte este de Isidis Planitia, en diciembre de 2003, cuando se perdió el contacto con la nave. En enero de 2015, la NASA informó que se había encontrado el Beagle 2 en la superficie de Isidis Planitia (la ubicación es aproximadamente 11.5265° N 90.4295° E).  Las imágenes de alta resolución capturadas por el Mars Reconnaissance Orbiter identificaron la sonda perdida, que parece estar intacta.